# Свети Пантелеймон (Алатопетра)
Вижте пояснителната страница за други значения на Свети Пантелеймон.
„Свети Пантелеймон“ (на гръцки: Αγιος Παντελεήμονας) е възрожденска православна църква в гревенското село Алатопетра (Туз), Егейска Македония, Гърция.
Църквата е построена в 1880 година. В архитектурно отношение е базилика. Във външната декорация е използван мрамор. В интериора има запазен красив резбован иконостас и мраморни стълбове, разделящи корабите.